# جو ماكلاين
جو ماكلاين (بالإنجليزية: Joe McClain)‏ هو لاعب كرة قاعدة أمريكي، ولد في 3 مايو 1933 في جونسون سيتي في الولايات المتحدة.

## وصلات خارجية
- جو ماكلاين على موقعبيزبول رفرنس.كوم (الدوري الرئيسي) (الإنجليزية)
- جو ماكلاين على موقعبيزبول رفرنس.كوم (الدوري الثانوي) (الإنجليزية)
- جو ماكلاين على موقع مشجعي الرسوم البيانية (الإنجليزية)